# Métadonnée (photographie)
Les métadonnées numériques décrivent des sources. Les métadonnées enregistrées dans une image photographique la caractérisent et lui apportent du sens. Elles garantissent sa traçabilité et facilitent leur gestion et utilisation. 

## Principe

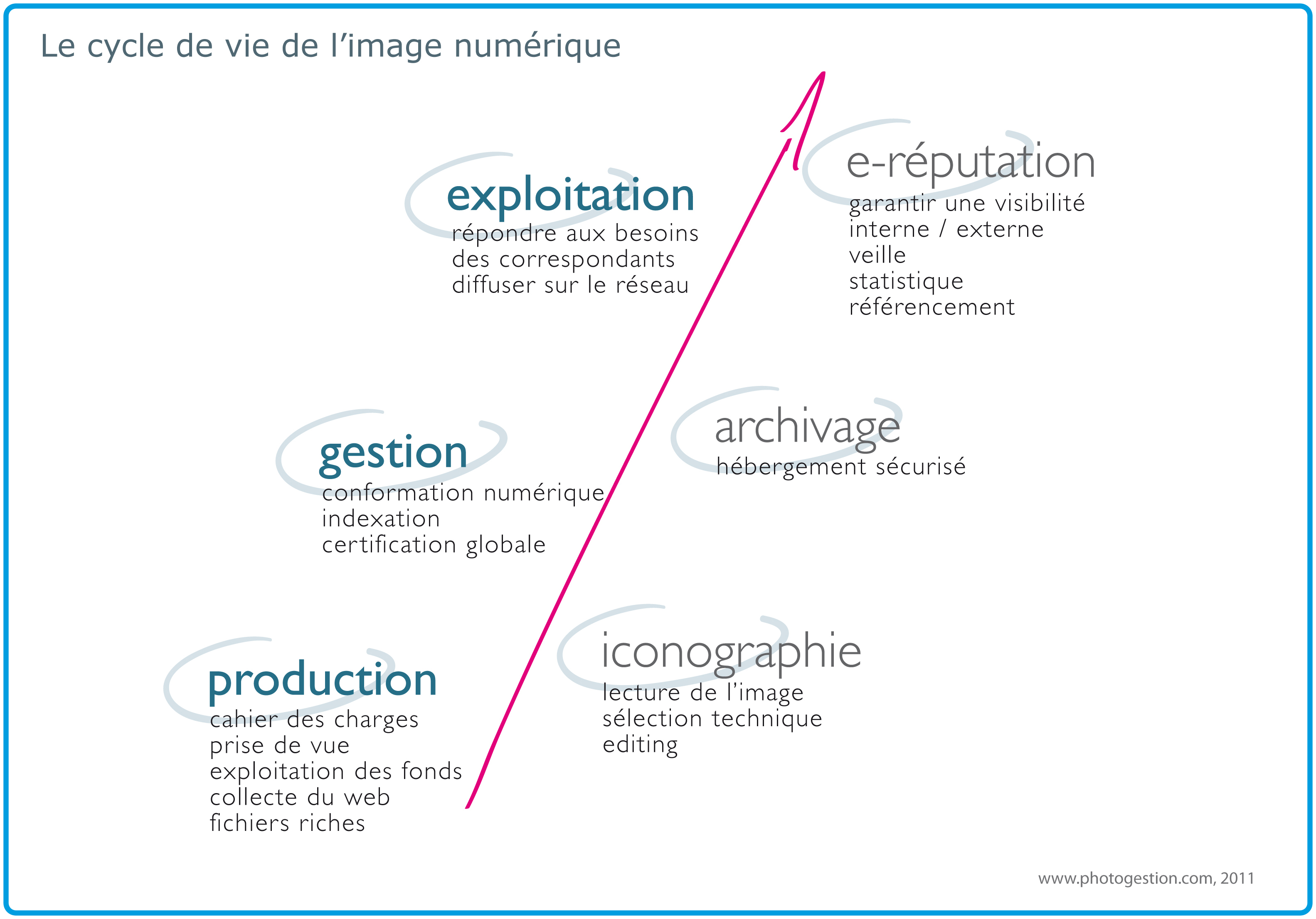
Le cycle de l'image numérique

Les standards décrivant des schémas de métadonnées ont été mis au point à l'initiative des agences de presse il y a un demi-siècle pour sécuriser la transmission des informations liées aux images : l'IPTC (International Press Telecommunications Council) et depuis quinze ans, sa forme augmentée à l'initiative de l'éditeur Adobe, l'XMP permettant d'intégrer des informations techniques et documentaires au fichier. Ces informations sont véhiculées avec la photographie en dehors de tout contexte logiciel, elles sont dites embarquées. Les fichiers enrichis contiennent donc leur propre description. Certaines métadonnées assurent une certaine interopérabilité entre les différents logiciels mis en œuvre pour le développement, la retouche et la gestion documentaire. Leur gestion garantit la sécurité d'exploitation d'un document dans les différentes phases du cycle de vie de l'image. Elles permettent l'indexation participative et empêche la diffusion sur l'Internet de fichiers "muets" et de photographies anonymes.

## Informations générées automatiquement

### En amont
Les informations au standard EXIF (Exchangeable image file format) sont produites par les appareils photographiques lors de la prise de vue. Elles indiquent la date, l'heure, la vitesse d'obturation, la focale utilisée, les dimensions de l'image, le modèle de l'appareil. Certains boîtiers autonomes ou équipés d'un accessoire permettent de localiser la prise de vue et enregistrent les coordonnées GPS. Les smartphones délivrent automatiquement ces informations ; elles sont utilisées par les réseaux sociaux pour localiser l'image de l'utilisateur. D'autres données sont exploitables par les systèmes documentaires : poids du fichier, dimensions de l'image en pixels, standard d’enregistrement (.jpg, .raw, .tif). À condition de programmer manuellement le boîtier, des données personnelles peuvent être pré-enregistrées dans chaque fichier : nom du photographe, titre du reportage, etc.

### En aval
Les métadonnées documentant une photographie peuvent être modifiées et complétées. Certaines plateformes comme Flickr travaillent sur l'indexation automatique. Lors du dépôt de fichiers photographiques, les mots clés (tags) de la source sont pris en compte, mais d'autres sont ajoutés. Ils apportent par ce complément l'expertise documentaire de la plateforme (exemple : portrait, extérieur, écriture, fond noir, etc.). 
La reconnaissance automatique de formes et de visages est également appliquée par certains logiciels documentaires ou de réseaux sociaux. Cela permet d'accroître la compréhension des images par leur mise en relation documentaire - photographies connectées en réseau -.

## Informations générées manuellement

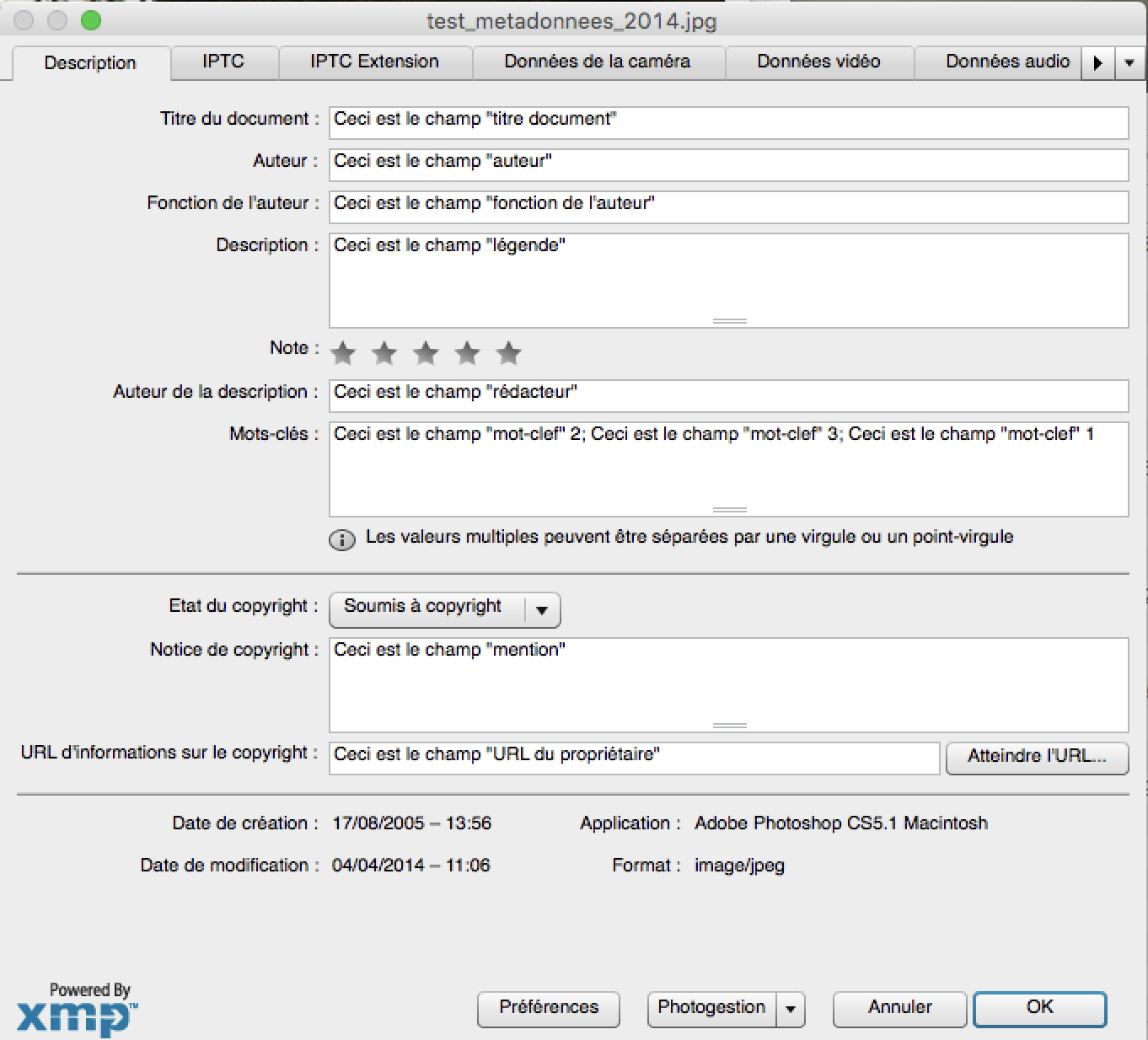
Grille de saisie des métadonnées dans Adobe Photoshop CS

### Indexation de la photographie
Pour documenter la photographie, les métadonnées sont saisies à l'aide des outils propres aux différents acteurs intervenant sur le fichier : Adobe Lightroom, Adobe Bridge ou Adobe Photoshop pour le photographe et le gestionnaire d'images ou DAM pour l'iconographe : Keepeek, Bynder, Algoba, etc. Le schéma des rubriques utilisables pour documenter l'image obéit aux standards IPTC et XMP précédemment cités. 
Quelques exemples de rubriques :
| Domaine      | Exemple |
| ------------ | --- |
| Documentaire | titre du document, description (qui, quoi, où, quand ?), mots clés (tag) |
| Juridique    | nom du photographe, conditions d’exploitation, intitulé du copyright |
| Production   | localisation de l’original de prise de vue (coordonnées du photographe), localisation des éléments de retouche (post-production), identités des ayants droit : agence, mannequins, décors, autorisation. |

### Indexation participative

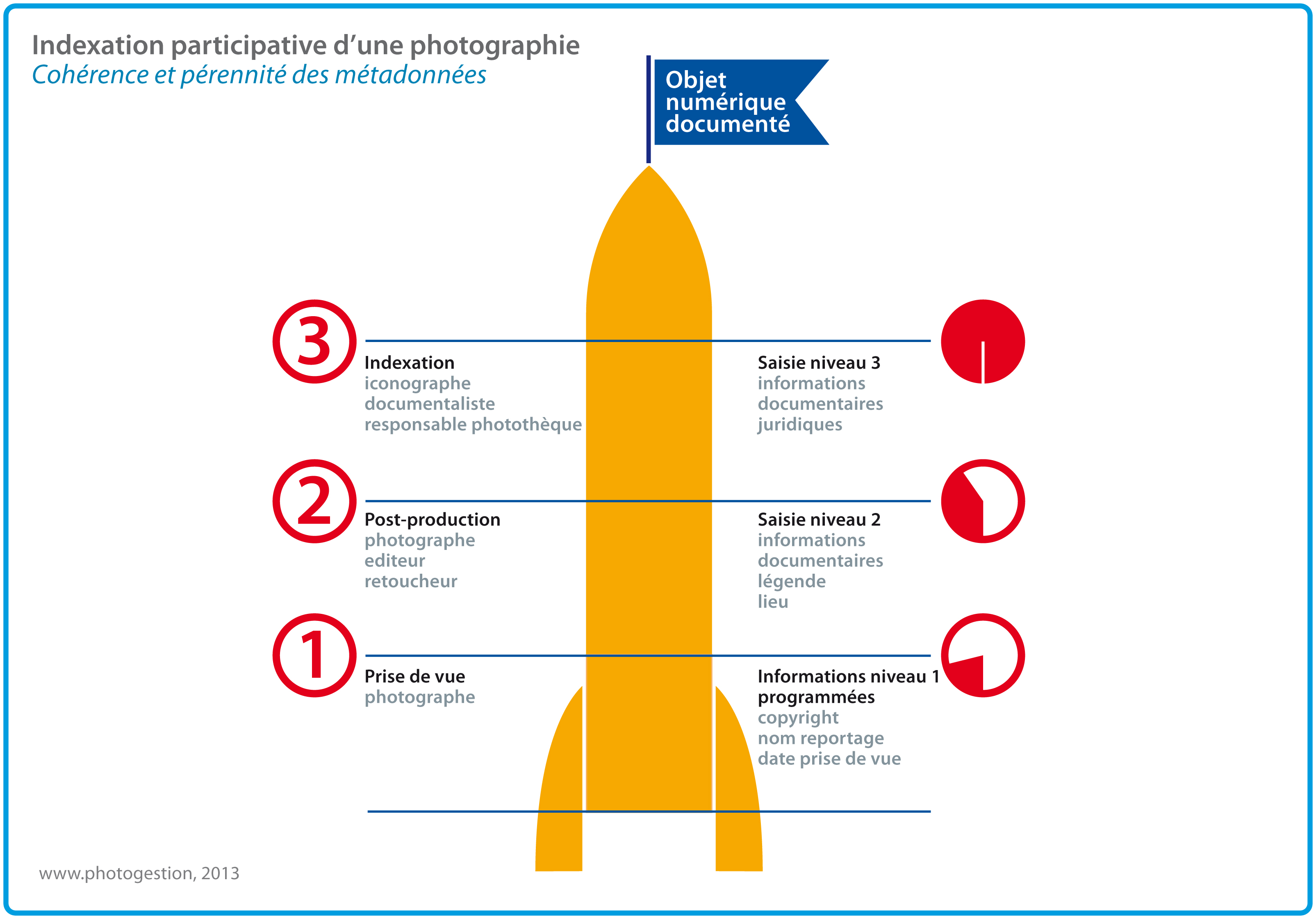
Indexation participative d'une photographie

La gestion des métadonnées offre la possibilité de répartir les tâches d'indexation auprès des détenteurs d'une partie de l'information. Chaque métier apporte sa pierre à l'édifice de la photographie indexée dans la mesure où les outils sont compatibles. Chaque étape est ajoutée à la précédente. Le photographe identifie l'événement, les lieux et les personnes présentes, Le retoucheur en post-production enrichit le fichier d’informations techniques, l'iconographe intègre les données propres à son domaine, agence photographique, entreprise, institution, et intègre des notions sémantiques spécifiques.
Les métadonnées sont aussi utilisables dans un contexte de redocumentarisation. Un intervenant peut compléter le sens de l'image. On parle de folksonomie. Citons l'exemple du projet Photosnormandie élaboré par Patrick Peccatte qui s'appuie sur la plateforme Flickr et propose un fonds d'archives photographiques sur la Bataille de Normandie. Ce projet montre les possibilités d'enrichissement d'un fonds par la collaboration de témoins bénévoles ; reconnaissance des lieux, des personnes, de contextes précis.
Toujours sur la plateforme Flickr, les internautes peuvent s'ils le jugent pertinent ajouter des mots clés (tags) à ceux saisis par le photographe.

## Faisabilité
Les métadonnées images offrent de grandes possibilités d'interopérabilité et de dialogue inter-systèmes, mais elles restent fragiles voire inopérantes.
Certains logiciels non standards ne récupèrent pas les métadonnées saisies en amont par le photographe ou l'agence.
Les métadonnées sont effaçables. L'enrichissement des fichiers par ces informations accroit le poids des fichiers. À l'échelle d'une plateforme riche de plusieurs milliards d'images, ce n'est pas anodin. Facebook par exemple efface ces informations lors de l'intégration d'images à l'exception du nom du photographe. Flickr intègre les métadonnées lors du dépôt mais n'intègre pas les mises à jour effectuées au sein de son système lors de l'exportation (téléchargement).
La communication de fichiers riches de ces informations apporte la sécurité mais offre par une identification précise une transparence qui n'est pas toujours souhaitée. Un photographe qui emprunte un équipement à un tiers dont le nom apparaîtra dans le fichier, un lieu de prise de vue devant rester anonyme donc à ne pas géo-taguer (coordonnées GPS), un fonds d'images où la récupération des légendes peut révéler un traitement imparfait ou inachevé.
Une tendance inverse s'exprime même par l'avènement et la popularité de moyens de communication d'images non pérennes ; leur durée de vie sur Snapchat est limitée dans le temps. Chacun communique avec une image qui sera officiellement rapidement effacée.
Beaucoup d'internautes se méfient des informations inscrites dans leurs documents et cela peut être compris comme une surveillance ; informations suspectes car non visibles au premier degré. Beaucoup de logiciels sont proposés (Image MetaData Stripper, EasyexifDelete, Easy Image Modifier, Exif Tag Remover, etc.) avec comme objectif principal la préservation de la vie privée des internautes.